# Melissa Boekelman
Melissa Boekelman (* 11. Mai 1989 in Dordrecht) ist eine niederländische Kugelstoßerin, Speerwerferin, Diskuswerferin und Bobsportlerin.

## Sportliche Laufbahn
Im Jahr 2005 belegte sie die bei den Junioreneuropameisterschaften Platz vier. 2006 gewann sie die Goldmedaille im Kugelstoßen bei den Juniorenweltmeisterschaften in Peking. Im Diskuswurf schied sie in der Qualifikation ohne einen gültigen Versuch aus. Im Jahr darauf sicherte sie sich erneut die Goldmedaille bei den Leichtathletik-Junioreneuropameisterschaften 2007 in Hengelo. Mit dem Diskus belegte sie im Finale Platz sieben. Bei ihren zweiten Juniorenweltmeisterschaften 2008 gewann sie diesmal die Silbermedaille und schied im Diskuswurf erneut in der Qualifikationsrunde aus. Bei den Leichtathletik-U23-Europameisterschaften 2009 in Kaunas belegte sie mit der Kugel Rang vier und trat auch im Speerwurf an, mit dem sie die Qualifikationsrunde aber nicht bewältigen konnte. Zudem nahm sie an den Halleneuropameisterschaften in Turin teil, die sie auf Platz acht beendete.
2010 schied sie bei den Hallenweltmeisterschaften in der Qualifikation aus und wurde bei den Europameisterschaften in Barcelona Vierzehnte. 2011 gewann sie bei den U23-Europameisterschaften die Bronzemedaille im Kugelstoßen. Daraufhin spezialisierte sich Boekelman für zwei Jahre auf den Bobsport. 2013 gab sie ihr Debüt im Europacup und 2014 nahm sie in St. Moritz erstmals am Bob-Weltcup teil. 2014 qualifizierte sich für die Europameisterschaften in Zürich und wurde dort Zwölfte. Die Leichtathletik-Europameisterschaften 2016 in Amsterdam beendete sie auf dem achten Platz. Bei den Olympischen Spielen in Rio de Janeiro schied sie bereits in der Qualifikation aus.
2017 qualifizierte sich Boekelman für die Leichtathletik-Halleneuropameisterschaften in Belgrad und schied dort bereits in der Qualifikation aus. Bei den Weltmeisterschaften in London belegte sie im Finale den elften Platz mit gestoßenen 17,73 m.

## Persönliche Bestleistungen
- Kugelstoßen: 18,66 m,	29. Juli 2017 in Merksem
  - Halle: 18,02 m, 31. Januar 2010 in Apeldoorn
- Diskuswurf: 54,08 m, 2. Juni 2013 in Den Haag
- Speerwurf: 53,75 m, 27. Juni 2009 in Uden